# قرقيسيا
قرقيسيا أو كركيسيوم (بلدة البصيرة حاليا) هي مدينة سورية صغيرة عند مصب نهر الخابور في نهر الفرات. وهي اليوم أطلال أثرية قرب مدينة دير الزور السورية.

## التسمية
اسمها القديم اللاتيني كركيسيوم وتعني المعقل أو الحصن الدائري وإبان الفتح الإسلامي أصبح اسمها قرقيسيا، جاء في معجم البلدان لياقوت الحموي 4/328:
(وقيل سميت بقرقيسيا بن طهمورث الملك. قال حمزة الأصبهاني: قرقيسيا معرب كركيسيا وهو مأخوذ من كركيس وهو اسم لإرسال الخيل المسمى بالعربية الحلبة. وكثيرًا ما يجئ في الشعر مقصورًا).

## كركيسيوم (قرقيسيا)
وهي مدينة أثرية هامة في وادي الفرات السوري، اسمها القديم اللاتيني كركيسيوم وتعني المعقل أو الحصن الدائري وحولت إلى قرقيسيا في العصور العربية الإسلامية. تقع على الضفة اليمنى لنهر الخابور عند التقائه بنهر الفرات، وتقوم البلدة الحالية فوق تل أثري يعلو 12م عن السهل الفيضي المجاور، وهي تبعد 40 كم جنوب شرق مدينة دير الزور. وقد هدم قسم كبير من التل الأثري الذي تقوم فوقه. والمرجح أن الموقع يعود في الأصل إلى الحقبة البابلية وكان يتبع مقاطعة سيرقو الآشورية في القرن التاسع قبل الميلاد في سورية القديمة. وقعت تحت الحكم الفارسي في زمن الملك دارا الأول الذي احتل منطقة الخابور، ثم تبعت دولة السلوقيين، وبعدها خضعت لسيطرة الرومان بعد أن أصبحت سورية ضمن الإمبراطورية الرومانية. وفي العام الثالث عشر للهجرة مرَّ بها القائد خالد بن الوليد. وقد فتحت قرقيسيا في عصر الخليفة عمر بن الخطاب. قام بوصف معالمها الأثرية قبل تهدمها العالم الأثري الألماني هرتزفلد وذكر أن فيها قلعة عسكرية مربعة الشكل مشيدة بالآجر لها أربعة أبراج مربعة في زواياها وتعود إلى عصر الإمبراطور ديوقلسيان.

## فتح قرقيسيا
1 رمضان 17هـ / 18 أغسطس 638م
تقع مدينة قرقيسيا على أطراف الجزيرة الفراتية، وهي الآن على الحدود بين العراق وسوريا من ناحية الشمال وعلى مقربة من نهر الفرات، وكان أهل الجزيرة قد تعاونوا مع الروم في قتالهم ضد المسلمين خلال حركة الفتح الإسلامي لبلاد الشام والعراق أيضًا، وقد أغارت جموع أهل الجزيرة على المدن التي فتحها المسلمون، بغية استردادها وطرد المسلمين منها.
فكلف الخليفة عمر بن الخطاب قائده على العراق «سعد بن أبي وقاص» بأن يوجه حملة لتأديب أهل الجزيرة الذين تمركزوا في مدينة هيت ومدينة قرقيسيا، فأرسل سعد حملة عسكرية بقيادة عمر بن مالك إلى مدينة هيت، فوجدها عمر محصنة بقوة وأهلها مخندقين على أنفسهم، فقام بخدعة حربية ذكية، إذ ترك معسكره منصوبًا كما هو، وأخذ نصف الحملة واتجه إلى مدينة قرقيسيا وفتحها على غرة من أهلها، الذين ظنوا أن المسلمين منشغلون بحصار هيت، وذلك في 1 رمضان سنة 17 هـ، فعد ذلك الفتح من الخطط والحيل العسكرية الباهرة.

## ما ذكرة المؤرخون والجغرافيون

### الطبري
قال الطبري
ذكر وقعه قرقيسياء
وفيها (سنه ست عشر) كانت وقعة قرقيسياء في رجب.
ذكر الخبر عن الوقعة بها:
كتب إلى السري، عن شعيب، عن سيف، عن طلحة ومحمد والمهلب وعمرو وسعيد، قالوا: ولما رجع هاشم بن عتبة عن جلولاء إلى المدائن وقد اجتمعت جموع أهل الجزيرة، فأمدوا هرقل على أهل حمص، وبعثوا جندا إلى أهل هيت، وكتب بذلك سعد إلى عمر، فكتب إليه عمر أن ابعث إليهم عمر بن مالك بن عتبة بن نوفل بن عبد مناف في جند، وابعث على مقدمته الحارث بن يزيد العامري، وعلى مجنبتيه ربعي بن عامر ومالك ابن حبيب، فخرج عمر بن مالك في جنده سائرا نحو هيت، وقدم الحارث ابن يزيد حتى نزل على من بهيت، وقد خندقوا عليهم فلما راى عمر ابن مالك امتناع القوم بخندقهم واعتصامهم به، استطال ذلك، فترك الأخبية على حالها وخلف عليهم الحارث بن يزيد محاصرهم، وخرج في نصف الناس يعارض الطريق حتى يجيء قرقيسياء في عره، فأخذها عنوة، فأجابوا إلى الجزاء، وكتب إلى الحارث بن يزيد ان هم استجابوا فخل عنهم فليخرجوا، وإلا فخندق على خندقهم خندقا أبوابه مما يليك حتى أرى من رأيي فسمحوا بالاستجابة، وانضم الجند إلى عمر والأعاجم إلى أهل بلادهم.

### الإصطخري
قال الإصطخري
فإنها على الخابور، ولها بساتين وأشجار كثيره وزروع نزهه؛ ورحبه مالك ابن طوق أكبر منها، وهي كثيره الشجر والمياه على غربىّ الفرات؛

### ابن الفقيه الهمداني
قال ابن الفقيه الهمداني
ومن عمل الفرات قرقيسيا، وهي على الفرات، وعلى الرّحبة، وعلى الخابور، وهيت وعانات والحديثة والزاب.

### ابن حوقل
قال ابن حوقل
وأمّا قرقيسيا فمدينة على الخابور ولها بساتين وأشجار كثيرة وفواكه وهي في نفسها نزهة ويجلب من فواكهها وفواكه الخابور إلى العراق في الشتاء وإن كان الاختلال قد شابها وبينها وبين مدينة الخانوقة يومان وهي مدينة لطيفة رزحة الحال وقتنا هذا (ابتناها ملك بن طوق صاحب الرحبة)، ورحبه ملك بن طوق أكبر منها وهي كثيره الشجر والمياه في شرقي الفرات وقد عراها الاختلال وهي ذات سور صالح ولها نخيل وثمر وسقى كثير من جميع الغلّات،

### ابن طباطبا علوى اصفهانى
قال ابن طباطبا علوى اصفهانى
قرقيسيا من الشام، بالفتح ثم السكون وقاف أخرى وياء ساكنة وسين مهملة مكسورة وياء أخرى وألف ممدودة: بلد على الخابور عند مصبه وعلى الفرات أيضا، جانب منه على الخابور وجانب على الفرات فوق رحبه مالك بن طوق على نحو مائتى ميل أسفل من الرقه.

### المهلبي العزيزي
قال المهلبي العزيزي:
قال في العزيزي: وقرقيسيا مدينة شرقي الفرات، والخابور الذي يخرج من رأس عين فيصب إلى الفرات قريبا منها، وهي مدينة الزبّاء صاحبة جذيمة الأبرش وبها عمارة.

### البكري الأندلسي
قال البكري الأندلسي
بفتح أوّله، وإسكان ثانيه، بعده قاف أخرى مكسورة، وياء وسين مهملة، وياء أخرى، وألف: كورة من كور ديار ربيعة، وهي كلّها بين الحيرة والشام.

### الإدريسي
قال الإدريسي
وقرقيسيا مدينة بالجانب الشرقي من الفرات ويصب أسفلها نهر الهرماس المسمى بالخابور ولها ثمار كثيرة.
ومن قرقيسيا إلى الخانوقة وتروى الخانوقة يومان

### الهروي
قال الهروي
مدينة قرقيسيا: بها مشهد فيه كف علي بن أبي طالب رضى اللّه عنه، وبها قبر جرير بن عبد اللّه البجلى، واختلف فيه.

### ياقوت الحموي
قال ياقوت الحموي
بالفتح ثم السكون، وقاف أخرى، وياء ساكنه، وسين مكسوره، وياء أخرى، وألف ممدوده، ويقال بياء واحده، قال شاعر:
قال حمزه الأصبهاني: قرقيسيا معرب كركيسيا وهو مأخوذ من كركيس وهو اسم لأرسال الخيل المسمّى بالعربية الحلبة وكثيرا ما يجيء في الشعر مقصورا، وقال سعد بن أبي وقّاص وقد أنفذ جيشا وهو بالمدائن في سنه 16 إلى هيت وقرقيسيا ورئيسهم عمرو بن مالك الزّهري فنزلوا على حكمه فقال عند ذلك:
بلد على نهر الخابور قرب رحبه مالك بن طوق على سته فراسخ وعندها مصبّ الخابور في الفرات، فهي في مثلث بين الخابور والفرات، قيل: سميت بقرقيسيا ابن طهمورث الملك، قال بطليموس: مدينه قرقيسيا طولها أربع وستون درجه وخمس وأربعون دقيقه، وعرضها خمس وثلاثون درجه، وهي من الإقليم الرابع، طالعها السماك الأعزل ولها شركه مع الجوزاء، بيت حياتها تسع درج من العقرب تحت إحدى عشره درجه من السرطان وعشرين دقيقه، يقابلها مثلها من الجدي، بيت ملكها مثلها من الحمل، عاقبتها مثلها من الميزان، قال صاحب الزيج: طولها أربع وستون درجه، وعرضها ثلاث وثلاثون درجه وربع، ولما فتح عياض بن غنم الجزيرة في سنه تسع عشره وجّه حبيب بن مسلمه الفهري إلى قرقيسيا ففتحها على مثل صلح أهل الرقة، فلما مات عياض بن غنم وولي الجزيرة عمير بن سعد وولي رأس عين سلك الخابور وما يليه حتى أتى قرقيسيا وقد نقض أهلها فصالحهم على مثل صلحهم الأول.

### ابوالفداء
قال أبو الفداء
قرقيسيا: قال في اللباب: وقرقيسيا مدينة على الفرات والخابور بالقرب من الرقية، ونزل بها جرير بن عبد اللّه البجلي، وبها مات وينسب إليها القرقيسياني... قال وقد يحذف النون ويجعل عوضها الياء، قال في العزيزي:
و قرقيسيا مدينة شرقي الفرات، والخابور الذي يخرج من راس عین؛ فيصب إلى الفرات قريبا منها، وهي مدينة الزباء صاحبة جذيمة الأبرش وبها عمارة.

### عبد المؤمن البغدادي
قال عبد المؤمن البغدادي
بالفتح، ثم السكون، وقاف أخرى، وياء ساكنة، وسين مكسورة، وياء أخرى، وألف ممدودة: بلد على الخابور وعند مصبه، وهي على الفرات، جانب منها على الخابور وجانب على الفرات، فوق رحبة مالك بن طوق.

### الحمیري
قال الحمیري
كورة من كور ديار ربيعة، بين الحيرة والشام، وفي الجانب الشرقي من الفرات، فتحها عنوة عمرو بن مالك بن عتبة ابن نوفل بن عبد مناف، أمر عمر بن الخطّاب سعد بن أبي وقاص أن يوجهه في جند، فخرج يعارض الطريق حتى جاء قرقيسيا في غرة، فأخذها عنوة، فأجاب أهلها إلى الجزية.
وإلى قرقيسيا فرّ زفر بن الحارث العامري ثم الكلابي بعد وقيعة مرج راهط، وكان مع الضحاك بن قيس الفهري، فلما قتل الضحاك ولى زفر، ومعه رجلان من بني سليم، فقصر فرساهما فغشيتهما اليمانية من خيل مروان، فقال له صاحباه: انج بنفسك فإنا مقتولان، فولى راكضا، وقتل الرجلان، وفي ذلك يقول زفر من أبيات:
و انتهى زفر بن الحارث من هزيمته إلى قرقيسيا فغلب عليها، واستقام الشام لمروان.

### البروسوي
قال محمد بن على، بروسوي
قرقیسیا المشهور بفتح القاف الأولی وكسر الثّانیه بینهما راء مهمله ساكنه ثمّ یاء آخر الحروف ساكنه ثمّ سین مهمله ثمّ یاء ثانیه تحتیه وألف، مدینة من الرابع من دیار مضر علی الفرات والخابور بالقرب من الرقّه، ونزل بها جریر بن عبد اللّه البجلی وبها مات، وینسب إلیها القرقیسیانی (وقد) تحذف النّون ویجعل عوضها الیاء، وهی مدینة الزباء صاحبه جذیمه الأبرش، القیاس: طولها سد م عرضها لو م.

## معركة قرقيسيا
هي معركة ذُكرت في الروايات الشيعية ستحدث في منطقة قرقيسيا الواقعة شرق سوريا بالقرب من الحدود العراقية وتشتمل على خروج السفياني الذي ذكر في الروايات الشيعية بأنه سيخرج في المستقبل وتشير الروايات إلى كثرة الحروب والفتن والفوضى في آخر الزمان وقُبيل ظهور محمد بن الحسن المهدي.